# Alleanza giovanile rivoluzionaria
L'Alleanza della Gioventù Rivoluzionaria (AJR) è un'organizzazione politica brasiliana, giovani del Partito della Causa Operaia (PCO). L'entità si muove nel movimento studentesco, agendo come opposizione nell'Unione nazionale degli studenti, nell'Unione brasiliana degli studenti secondari e anche nei DCE e nei centri accademici diffusi dalle università in Brasile.